# Rubus galeatus
Rubus galeatus är en rosväxtart som beskrevs av Heinrich E. Weber. Rubus galeatus ingår i släktet rubusar, och familjen rosväxter. Inga underarter finns listade i Catalogue of Life.

## Bildgalleri

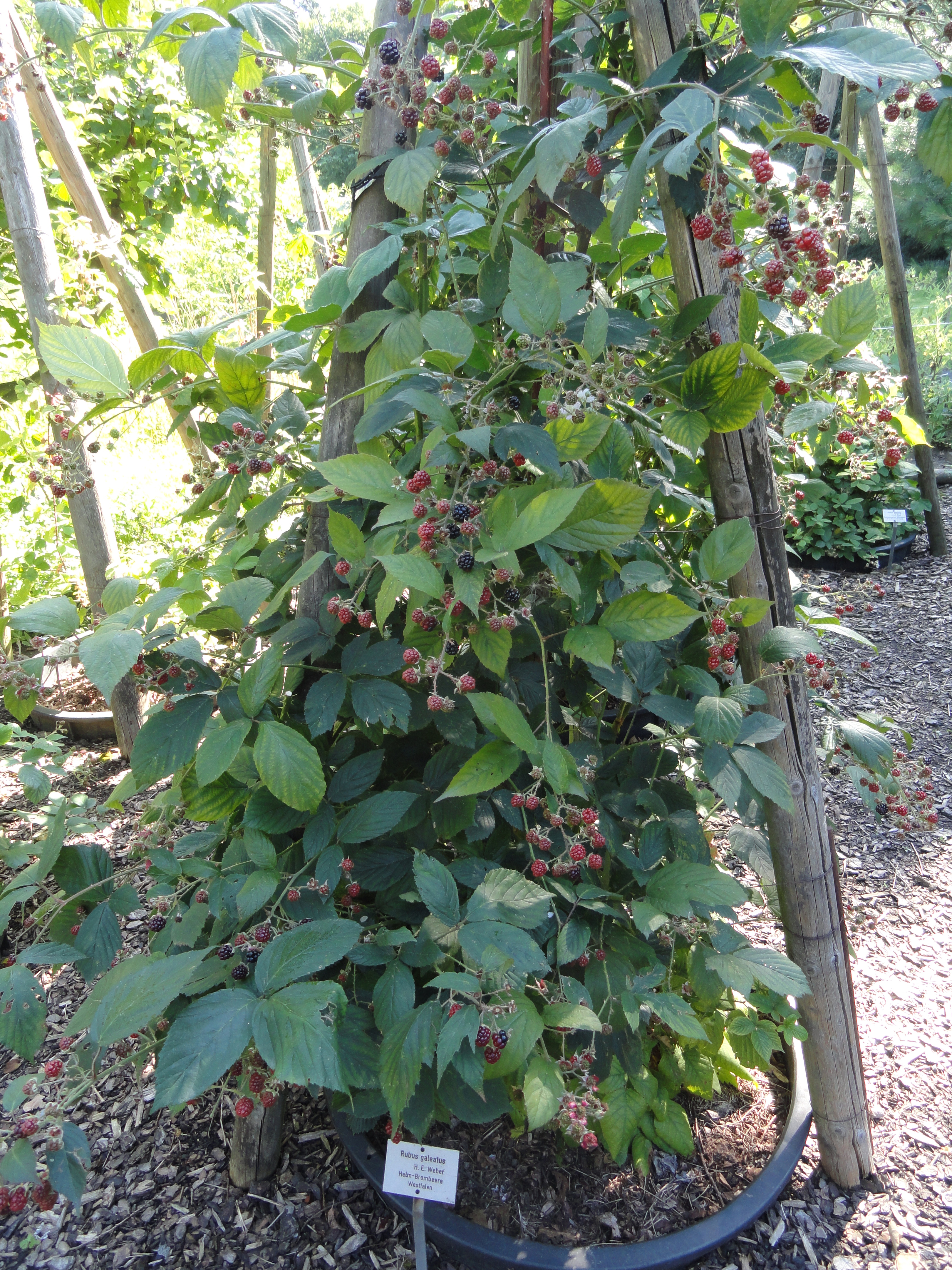
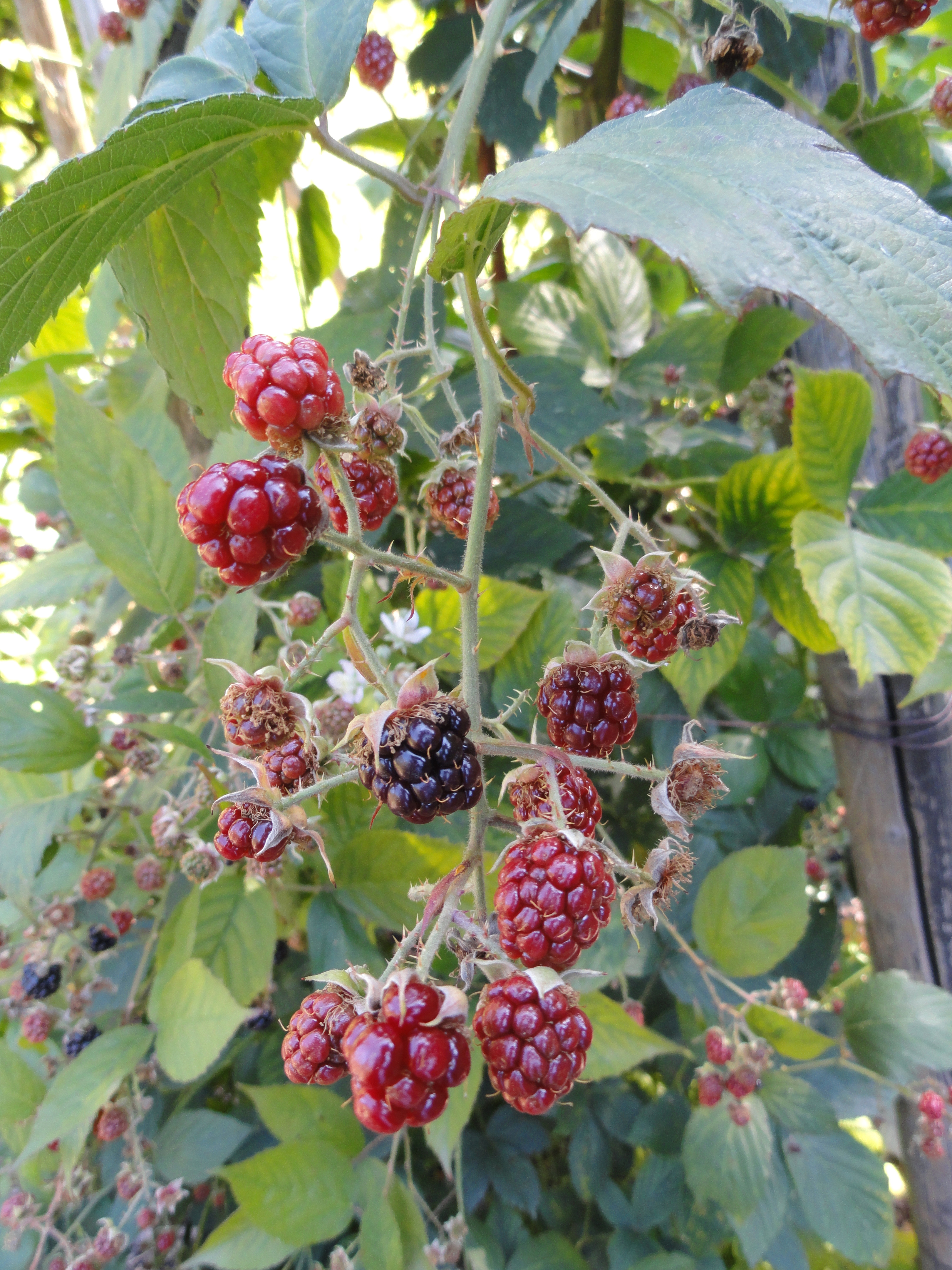